# Carbon Based Lifeforms
Carbon Based Lifeforms, kurz CBL, ist ein schwedisches Ambient-Musik-Duo, bestehend aus Johannes Hedberg (* 1976) und Daniel Segerstad (* 1976, gebürtig Ringström) aus Göteborg.
Hedberg und Segerstad gründeten die Band 1996 in Göteborg als Nebenprojekt ihrer Band Notch. Unter dem Bandnamen Notch veröffentlichten sie 1998 das Album The Path. Nach einiger Zeit legten sie jedoch ihr Hauptaugenmerk auf Carbon Based Lifeforms. Die ersten Veröffentlichungen von Carbon Based Lifeforms wurden 1998 bei MP3.com herausgebracht. 2002 unterschrieben sie einen Plattenvertrag bei Ultimae Records. Dort wurden fünf Alben und eine EP veröffentlicht.
Ihr Musikstil umfasst Ambient, Downtempo, Psybient und Chill-Out Music. Sie nutzen unter anderem den Synthesizer Roland TB-303 für ihre Produktionen.

## Diskografie

### Alben
- 1998: The Path (als Notch)
- 2003: Hydroponic Garden
- 2006: World of Sleepers
- 2010: Interloper
- 2011: Twentythree
- 2013: Refuge OST
- 2017: Derelicts
- 2021: Stochastic
- 2023: Seeker[1]

### Kompilationen
- 2016: ALT:01
- 2020: ALT:02

### EPs
- 2008: Irdial
- 2011: VLA
- 2021: 20 Minutes